# 4736 Johnwood
4736 Johnwood eller 1983 AF2 är en asteroid i huvudbältet som upptäcktes den 13 januari 1983 av den amerikanska astronomen Carolyn S. Shoemaker vid Palomar-observatoriet. Den är uppkallad efter John A. Wood.
Asteroiden har en diameter på ungefär 2 kilometer och den tillhör asteroidgruppen Hungaria.